# Іконніков Володимир Юрійович
Володимир Юрійович Іконніков (нар. 22 квітня 1982, Київ, Україна) — український футболіст, воротар, футбольний тренер. Чемпіон з футболу XXIV Всесвітньої літньої Універсіади у складі студентської збірної команди України, срібний призер Чемпіонату України з футболу серед команд 2 ліги сезонів 2001/2002, 2005/2006, 2006/2007, майстер спорту України міжнародного класу з футболу.

## Біографія

### Освіта
2021 — пройшов курс навчання та отримав сертифікат за програмою тренер-інструктор Центру Ліцензування Федерації футболу України;

2016 —  2017 — навчався у Центрі Ліцензування Федерації футболу України (Київ, Україна), за результатами чого отримав диплом тренера УЄФА категорії «А»;

2013 — навчався у Центрі Ліцензування Федерації футболу України (Київ, Україна), за результатами чого отримав диплом тренера УЄФА категорії «В»;

1999 — 2003 — навчався в Національному університеті фізичного виховання і спорту України (Київ, Україна), після закінчення якого отримав рівень магістра з менеджменту і управління фізичним вихованням і спортом, а також кваліфікацію викладача фізичного виховання

1990 — 1999 — вихованець ДЮФШ «Динамо» (Київ, Україна),

тренери: Леонідов О. В., Островський Л. А., Лисенко О. О., Крисан О. П., Кащей В. Й. [Архівовано 27 жовтня 2014 у Wayback Machine.]

тренер воротарів: Михайлов М. Л.

### Тренерська кар'єра
```
січень 2012
 
— дотепер
 
— працює тренером воротарів 
ДЮФШ «Динамо» імені Валерія Лобановського (Київ, Україна)

вересень 2023
 
— дотепер
 
— працює тренером воротарів національної збірної команди України U17 з футболу
```

### Ігрова кар'єра
2007 — 2011 — ФК «Прикарпаття» (Івано-Франківськ), 1 ліга
- зіграні матчі: 31

тренери: Пташник С. В., Ватаманюк Я. П., Дирів І. О., Кушлик П. І.

тренер воротарів: Хопта С. П.
2005 — 2007 — ФК «Факел» (Івано-Франківськ), 2 ліга
- зіграні матчі: 67

тренери: Пташник С. В., Ватаманюк Я. П., Дирів І. О.
2004 — ФК «Спартак» (Івано-Франківськ), «Спартак-2» (Івано-Франківськ), 1, 2 ліга
- зіграні матчі: 29

тренери: Блавацький Б. І., Пристай М. С., Бобиляк Я. І.

тренер воротарів: Стронцицький Б. Е.
2003 — ФК «Єдність» (Плиски, Чернігівська обл.)
- зіграні матчі: 20

тренери: Грищенко О. М., Бережний О. М.
2001 — 2002 — ФК «НАФКОМ» (Ірпінь, Київська обл.), 2 ліга
- зіграні матчі: 12

тренери: Федорчук О. В., Білоконь В. П.
1999 — 2000 — ФК «Динамо-3»,«Динамо-2» (Київ), 1,2 ліга

тренери: Єськін Ю. П., Неверов П. О., Кондратов В. І., Онищенко В. І.

тренер воротарів: Михайлов М. Л.

### Спортивні досягнення
сезон 2001/2002 — нагороджений срібною медаллю Чемпіонату України серед команд 2 ліги у складі ФК «НАФКОМ» (Ірпінь, Київська обл.)

сезон 2005/2006, 2006/2007 — нагороджений срібною медаллю Чемпіонату України серед команд 2 ліги у складі ФК «Факел» (Івано-Франківськ)

2007 — чемпіон з футболу XXIV Всесвітньої літньої Універсіади у складі студентської збірної команди України (Бангкок, Таїланд)
- зіграні матчі: 5 з 5

тренери: Лозинський В. Ф., Первушкін О. А.

2007 — нагороджений медаллю «За працю і звитягу», згідно з Указом Президента України від 06.09.2007 № 826/2007 [Архівовано 9 жовтня 2018 у Wayback Machine.]

з 2007 — майстер спорту України міжнародного класу з футболу

2009 — срібний призер Чемпіонату Європи з футболу серед студентських команд (Вроцлав, Польща)

## Галерея

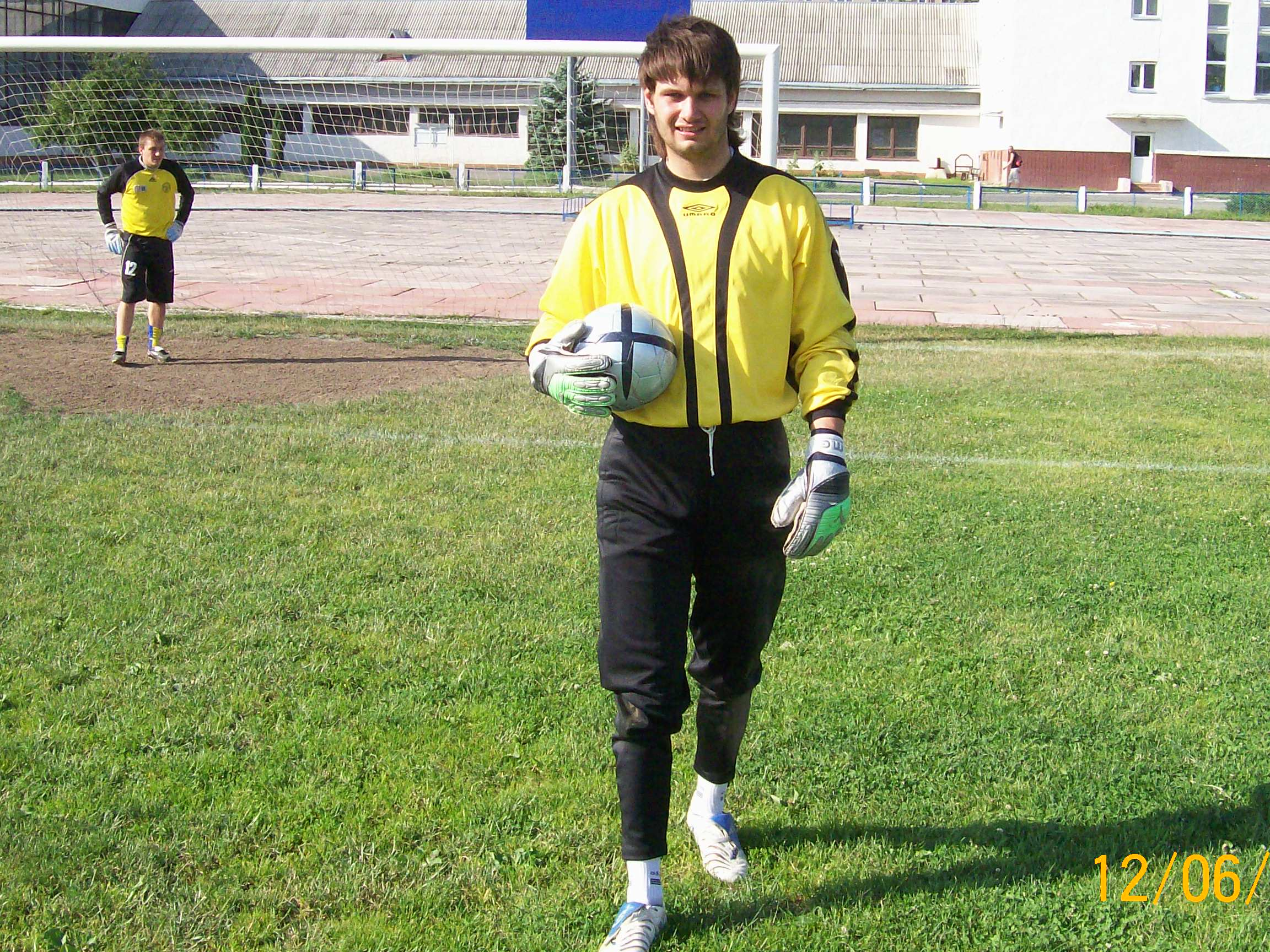
На тренуванні у складі ФК «Прикарпаття»
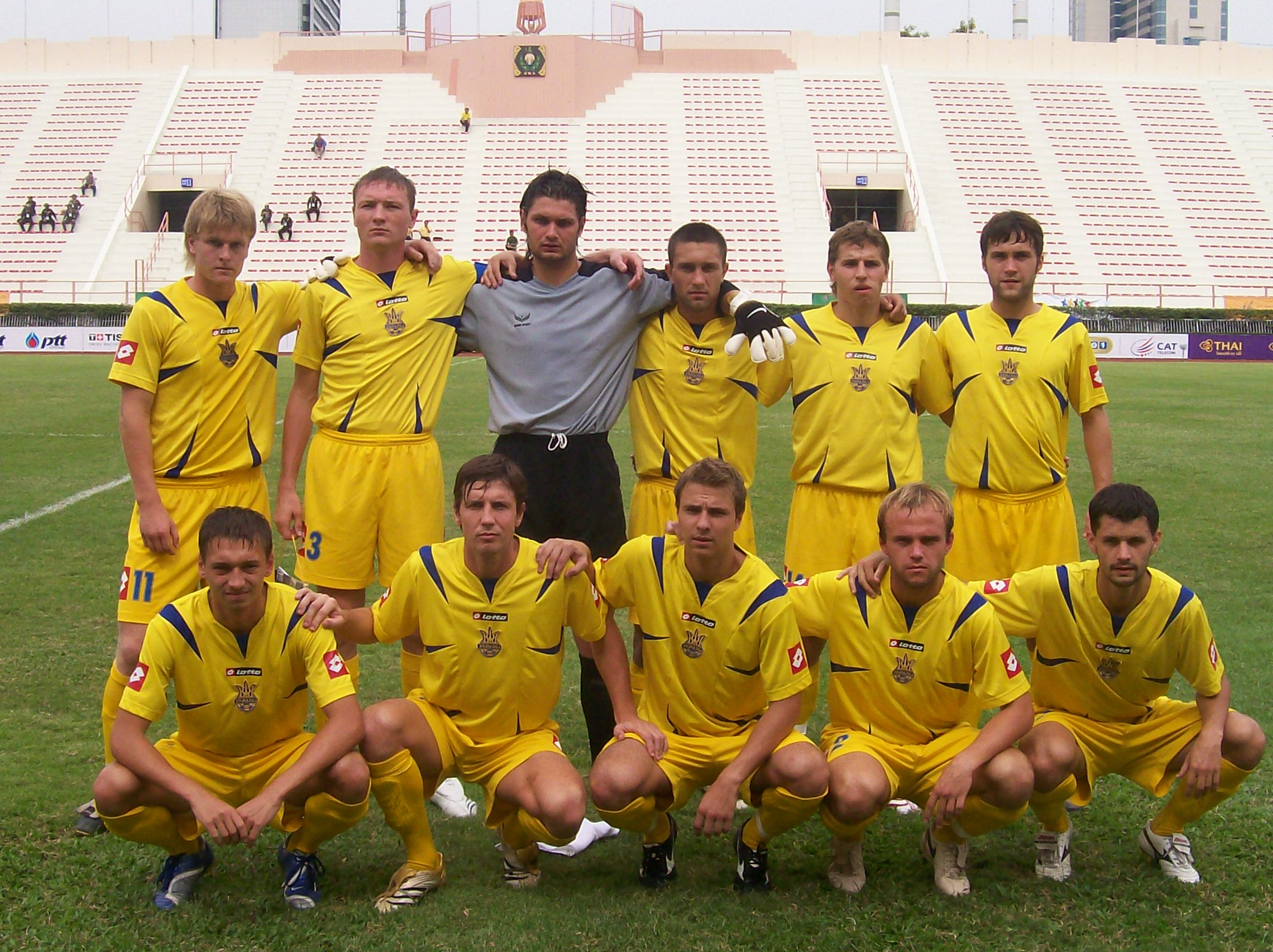
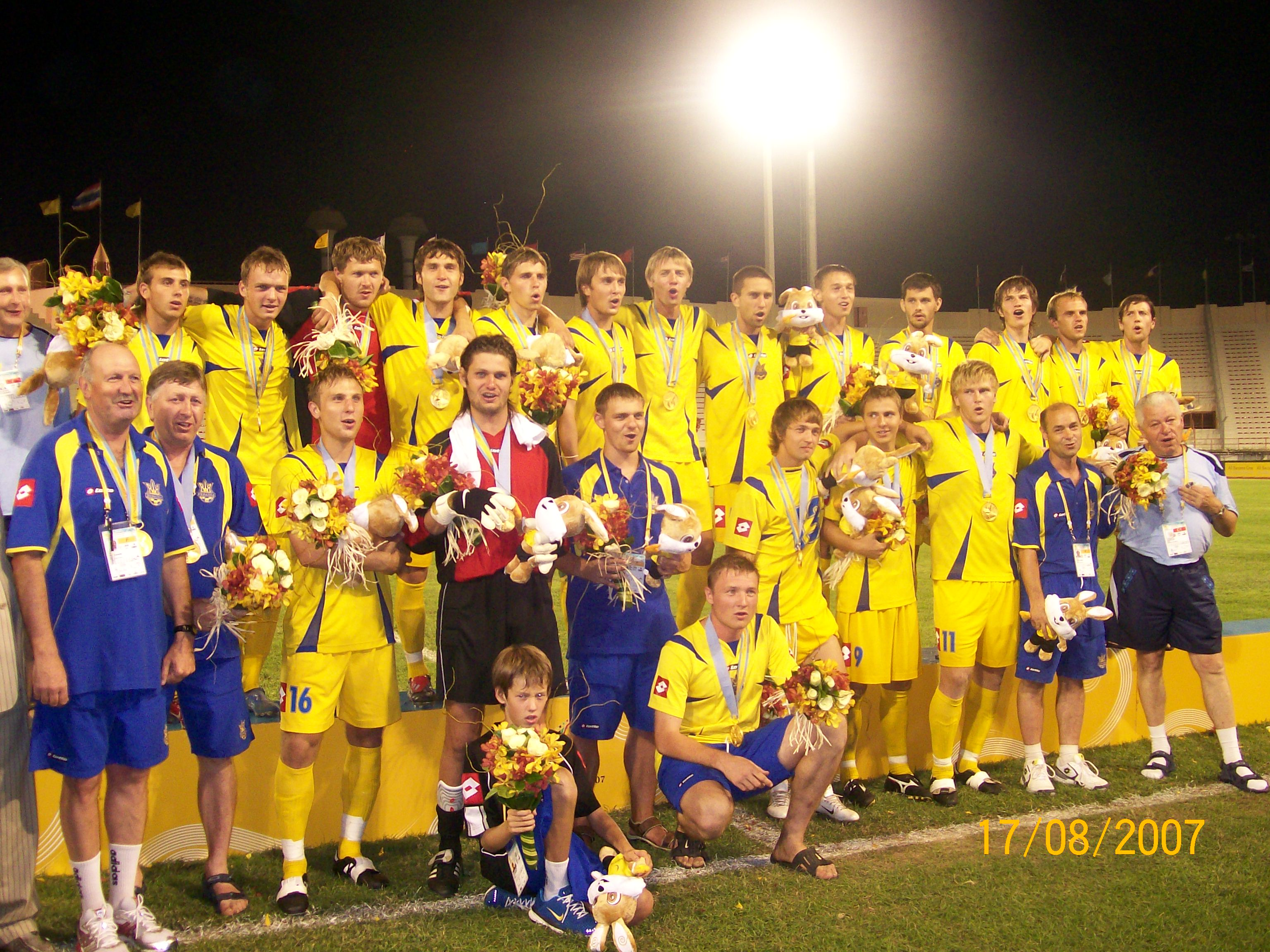
У складі студентської збірної з футболу на XXIV Всесвітній літній Універсіаді (Бангкок, Таїланд), 2007 рік
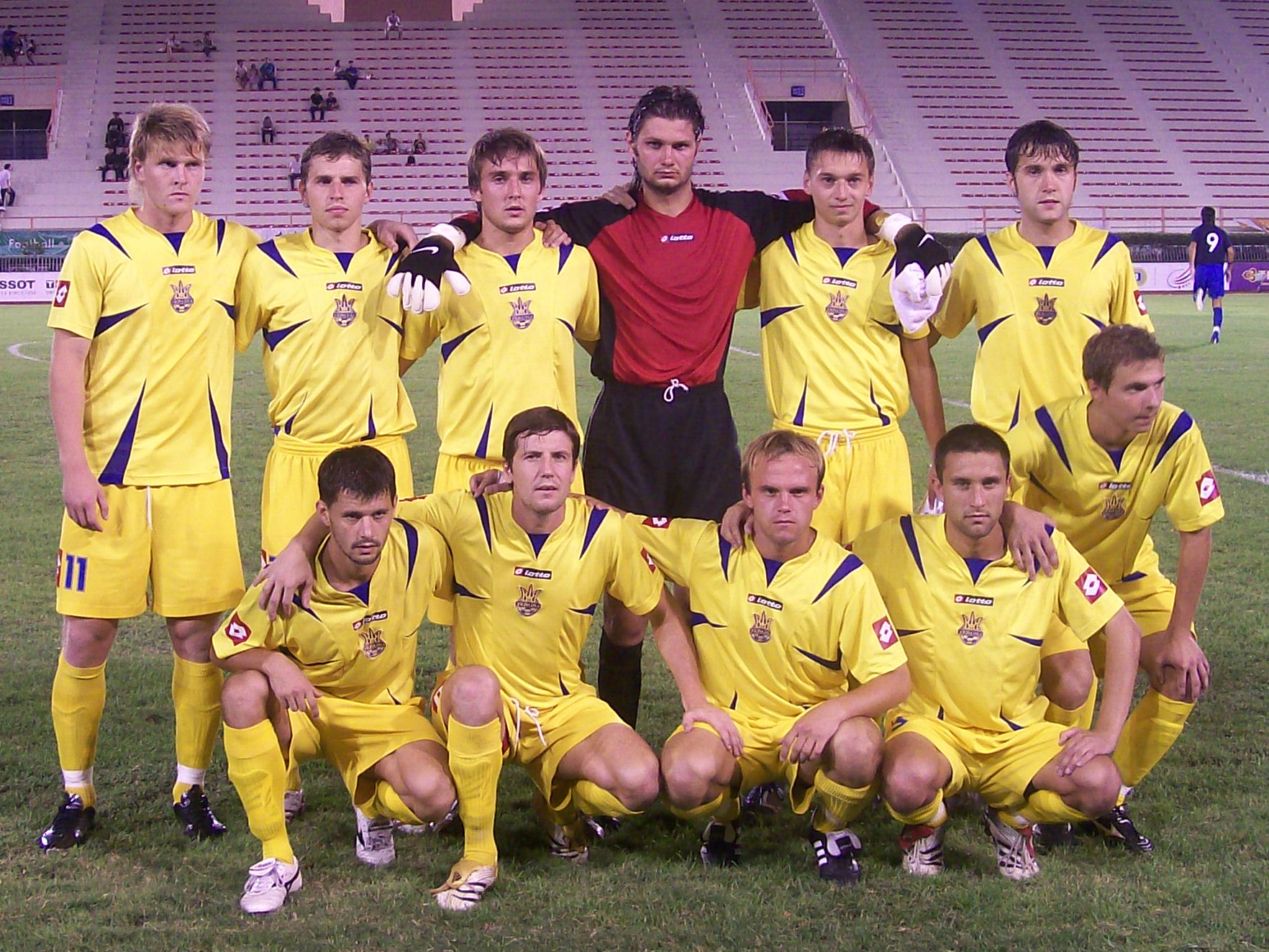
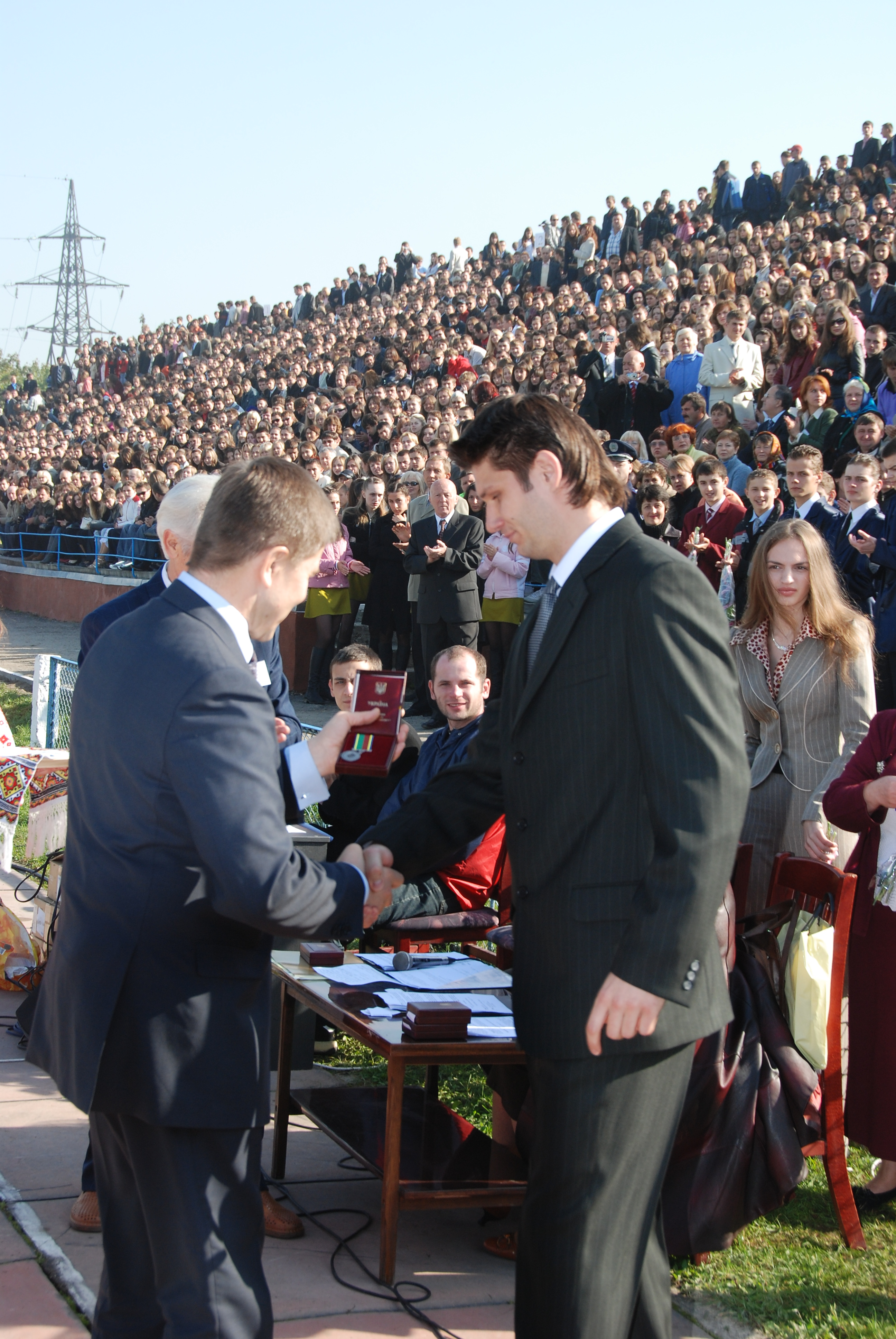
Нагородження медаллю «За працю і звитягу», 2007 рік
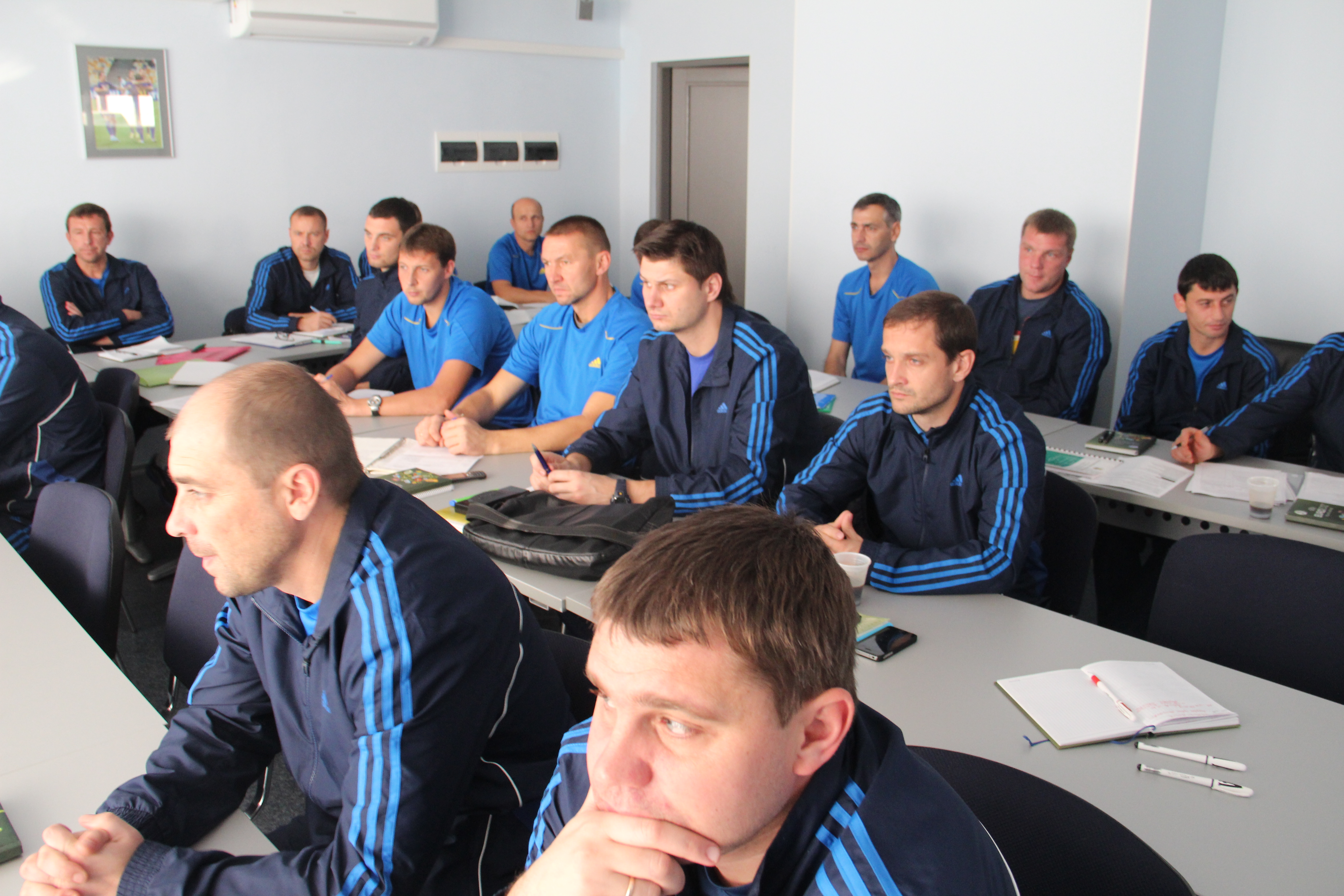
Навчання у Центрі ліцензування Федерації футболу України, 2013 рік